# Publius Sulpicius Quirinius
Ne doit pas être confondu avec Quirinus.
Publius Sulpicius Quirinius (synonyme : Cirinus, Cyrénius, en grec ancien Κυρήνιος ) (? - 21 ap. J.-C.), né à Lanuvium (30 km au sud de Rome), est un général et administrateur romain.

## Biographie

### Origines et débuts de carrière
Comme nous l'apprend Tacite, Sulpicius Quirinius n'appartenait pas à la famille patricienne des Sulpicii, mais avait des origines plus modestes, il est représentatif de ces notables italiens qui connaissent une ascension sociale forte à la fin de la République et au début du Principat. La carrière de Quirinius lui procura une fortune considérable qui fut l'objet de convoitise importante à la fin de sa vie, puisqu'il était sans enfant.
La première action que nous connaissons vraiment de Quirinius est la guerre qu'il mena contre les Marmarides lors de son gouvernement de la province de Cyrénaïque. La date en est mal connue mais est généralement placée avant son consulat, vers 20 av. J.-C. ou 15 av. J.-C.,. Cette action militaire semble prendre la suite de celle, mieux connue, de Cornelius Balbus contre les Garamantes. Elle lui valut une gloire assez importante et le surnom de Marmaricus (vainqueur des Marmarides).

### La carrière consulaire
En 12 av. J.-C., en raison des éminents services, administratifs et militaires, qu'il avait rendus à l'État, César Auguste l'élève au rang de consul. Quirinius est consul ordinaire aux côtés de Marcus Valerius Messalla Barbatus Appianus, puis d'un autre collègue, Valerius étant mort en charge. Il est ensuite nommé gouverneur de Galatie vers 5 av. J.-C.-3 av. J.-C., il mena alors une campagne victorieuse contre une peuplade de Cilicie, les Homonades et reçoit pour cela les insignes du triomphe,.
En 1 av. J.-C., il fut donné comme conseil, rector, au jeune Caius César,.
Lors de l'exil de Tibère à Rhodes, entre 6 av. J.-C. et 2, il semble que Quirinius se soit montré proche de Tibère et lui ait témoigné de son respect. Tibère le loua de cette action à titre posthume lors de la séance du Sénat romain qui décida de ses funérailles publiques.
Quirinius eut au moins une épouse patricienne. Puis, entre les années 2 à 4, il épousa Aemilia Lepida. C'était une alliance prestigieuse, Lepida étant une descendante de Sylla et Pompée et avait été la fiancée de Lucius Caesar. Il la répudia toutefois par la suite, ce qui donna lieu à un procès vingt ans après la répudiation, procès qui nous est connu par Suétone et Tacite. On considère souvent qu'il avait épousé auparavant une Appia Claudia, mais cela est moins sûr.
De 6 à 9, il fut envoyé en Syrie, avec le titre de légat d'Auguste propréteur (Legatus Augusti), pour gouverner cette province impériale consulaire. C'est à cette époque qu'il reçut l'ordre de recenser la Judée, qui venait d'être réunie à la province de Syrie par la déposition d’Archélaos. L'historien Flavius Josèphe situe Cyrénius gouverneur de Syrie trente-sept ans après la bataille d'Actium qui eut lieu le 2 septembre 31 av. J.-C., ce recensement a donc eu lieu en 6 de l'ère chrétienne. Procéder à un recensement lorsqu'une province tombe sous l'administration directe de Rome est une procédure attestée par ailleurs ; cela provoqua la révolte de Judas le Galiléen, relatée par Luc dans les Actes des Apôtres et Flavius Josèphe. Celle-ci qui eut lieu lors du recensement de la Judée pendant que Quirinius était gouverneur de Syrie. L'évangile selon Luc parle aussi d'un "premier recensement". C'est selon Luc pendant cette période qu'est né Jésus Christ.

### Quirinius durant le règne de Tibère: procès et affaires judiciaires
En 16, Quirinius est à Rome lors du procès de Marcus Scribonius Libo Drusus, son allié par sa femme Aemilia Lepida. C'est Quirinius qui présente à Tibère sa demande en grâce. Libo, « aussi stupide que noble » selon Sénèque, était accusé de préparer un coup d'État. Tacite consacre un long développement au procès de ce descendant de Pompée. La grâce ne fut pas acceptée par Tibère qui prétendit s'en remettre au Sénat : Libo finit par se suicider. Les liens exacts entre Libo et Quirinius ne nous sont pas connus.
En 20 eut lieu l'accusation de Quirinius contre sa femme Lepida. Procès complexe qui lui valut l'impopularité et où ses origines modestes furent rappelées. Lépida était accusée de plusieurs faits graves : adultère, empoisonnement et consultation d'horoscope sur la personne des membres de la famille impériale. Cette dernière accusation était extrêmement grave : la croyance en l'astrologie étant fortement répandue, on pensait que consulter l'horoscope du prince revenait à spéculer sur la date de sa mort, les difficultés à venir de son règne et finalement était la première étape d'un complot contre lui. Finalement, Lépida ne fut condamnée qu'à l'exil. Cependant, sa popularité nuisit à Quirinius, déjà méprisé du peuple à cause de son avarice.

### Mort
Quirinius mourut en 21 (an 774 de Rome), assez âgé et sans laisser de descendance. Tibère, rappelant les services qu'il lui avait rendus lors de son exil rhodien, demanda pour lui des funérailles publiques et fit à cette occasion son éloge au sénat,.

## Sa mission en Syrie et le recensement en Judée
La date du gouvernement de Syrie de Quirinius soulève un problème chronologique qui a été amplement discuté, puisque le recensement effectué en 6 est très généralement tenu comme ne pouvant correspondre à la date de naissance de Jésus. Pour résoudre cette incohérence chronologique, plusieurs solutions ont été proposées, la plus couramment retenue étant celle d'une erreur de l'évangéliste. Néanmoins, une partie des savants ont avancé, au XIXe siècle, l'idée que Quirinius avait effectué deux gouvernements de Syrie, et qu'il aurait donc procédé à un recensement auparavant. Pour appuyer cette hypothèse, on a attribué à Quirinius une inscription portant un fragment de cursus honorum anonyme, car brisé, trouvée à Tivoli (CIL XIV, 3613 = ILS 918 = IIt IV 4, 1) et concernant un personnage ayant gouverné la Syrie. Jusqu'au XXe siècle, on pensait parfois en effet que l'inscription précisait que le personnage avait gouverné deux fois la Syrie, ce qui aurait permis d'expliquer le passage de Luc, mais Edmund Groag a montré que le sens réel de l'inscription était que le personnage avait reçu deux légations, l'une d'elles étant celle de Syrie ; en aucun cas l'inscription ne peut donc fournir un appui au texte de l'évangéliste. Par ailleurs, si elle est encore parfois proposée, l'attribution de l'inscription à Quirinius n'a pas été la plus couramment retenue et plusieurs autres noms ont été proposés : Marcus Plautius Silvanus, Lucius Calpurnius Piso, Caius Sentius Saturninus.
De plus, « sous le rapport fiscal, Hérode semble avoir joui de la plus grande indépendance que peut revendiquer un prince vassal. » « Or si Rome avait procédé au recensement à l'époque d'Hérode, cette mesure administrative non seulement ne serait en aucune harmonie avec l'autonomie du royaume, mais supposerait le paiement régulier d'un tribut par Hérode ; cependant, nulle part dans les sources il n'est question d'un pareil paiement. L'histoire juridique de Rome ne connaît aucun cas où pareille ingérence aurait été faite dans les affaires intérieures d'un royaume vassal. »
La mission de Quirinius, après la déposition d'Archélaos, consistait à transformer un royaume client en province directement administrée par un gouverneur romain. Pour cela, il procéda au décompte des habitants et à l'évaluation de leur propriété, afin de fixer et répartir le tribut que la province devait à Rome : il continuait en Judée le cens qu'il effectua aussi en Syrie. Une telle pratique était une des innovations du règne d'Auguste, le premier cas attesté étant le cens des provinces des Gaules en 27 av. J.-C. Comme en Judée, ce recensement souleva un mécontentement, et c'est aussi à la suite d'une tentative de cens provincial que les Romains perdirent la Germanie en 9. La mission de Quirinius était donc délicate et laissa un souvenir marquant parmi les provinciaux.
C'est sans doute ce souvenir qui explique sa présence dans le texte de l'évangile de Luc. Outre l'incohérence chronologique, le texte de l'évangéliste soulève plusieurs autres problèmes historiques. Selon Luc, le cens aurait concerné la terre entière, appréciation inexacte dans le cas d'un cens qui ne concernait qu'une province, mais qui finalement rend bien compte de la perception qu'eurent les provinciaux des innovations du règne d'Auguste. Pour Fergus Millar cependant, l'usage que Luc fait du cens de Quirinius, pour expliquer comment Jésus est né à Bethléem, est « totalement trompeur et ahistorique ». Car le cens de Quirinius n'a pas été étendu à la Galilée, où vivait la famille de Jésus, puisque cette dernière était dirigée par Hérode Antipas et ne faisait pas encore partie de la province.
La connaissance que nous avons de la mission de Quirinius nous permet aussi d'assister à la mise en place d'un nouveau type de province romaine, les futures provinces procuratoriennes, dirigée non pas par un sénateur mais par un membre de l'ordre équestre. La province fut d'abord confiée à un préfet (praefectus), le titre de procurator ne se généralisant que plus tardivement, et c'est Quirinius qui accompagna et assista Coponius, le premier préfet, notamment face à la révolte de Judas le Galiléen. Quirinius procéda à la vente des biens d'Archélaos et remplaça le grand prêtre Yoazar par Hanan.
Le cens de la province de Syrie nous est connu par une inscription en l'honneur d'un chevalier romain, Quintus Aemilius Secundus, qui fit, en tant que subordonné de Quirinius, le recensement des habitants de la ville d'Apamée, cité qui comptait alors 117 000 hommes libres. Tacite nous apprend que onze ans plus tard, les provinces de Syrie et de Judée demandèrent une diminution de tribut, Quirinius ayant eu semble-t-il la main lourde.